# Uruguay (metropolitana di Buenos Aires)
Uruguay è una stazione della linea B della Metropolitana di Buenos Aires.

## Storia
La stazione venne inaugurata il 22 giugno 1931, con il primo tratto della linea.

## Interscambi
Nelle vicinanze della stazione effettuano fermata diverse linee di autobus urbani ed interurbani.
- Fermata autobus

## Servizi
La stazione dispone di:
- Biglietteria a sportello
- Biglietteria automatica